# つるぎ町立半田小学校
つるぎ町立半田小学校（つるぎちょうりつ はんだしょうがっこう）は、徳島県美馬郡つるぎ町半田字田井にある公立小学校。

## 概要

### 基礎データ
最寄駅
- JR徳島線阿波半田駅

## 通学区域
- つるぎ町[1]
  - 半田字中藪、字小野、字松生、字東毛田、字天皇、字逢坂、字田井、字木ノ内、字西久保、字東久保、字平良石、字蔭名、字日浦、字高清、字下竹

## 進学先中学校
- つるぎ町立半田中学校[1]

## 通学区域が隣接している学校
- つるぎ町立貞光小学校
- 美馬市立美馬小学校
- 東みよし町立三庄小学校
- 三好市立東祖谷小学校